# Elcmar
Na mitologia celta irlandesa, é o irmão de Dagda (o deus bom) do qual ele é o contrário, o aspecto negativo. O nome de Elcmar significa « invejoso, ciumento ». É de fato um avatar de Ogma (Ogme, Ogmios), o deus da classe guerreira que é responsável pela guerra, pela magia, pela escrita e pela eloquência.
Durante uma viagem de Elcmar (sua ausência de nove meses lhe parece não durar mais que um dia) o Dagda comete o adultério com sua esposa Boand, desta relação vai nascer Oengus (Mac Oc). 

## Artigos conexos
- Mitologia celta
- Dagda
- Boand
- Mac Oc